# Gina Gennai
Gina Gennai (San Gimignano, 31 luglio 1887 – Firenze, 16 novembre 1976) è stata una poetessa italiana del primo Novecento.

## Biografia
Gina Gennai è nata a San Gimignano, dove ha vissuto fino al 1906, quando si trasferì a Firenze, trovando un impiego come dattilografa e telegrafista presso le Ferrovie dello Stato. Sposatasi a Firenze nel 1922, ha trascorso la sua vita fra il capoluogo toscano e San Gimignano, collaborando saltuariamente a riviste e periodici.

## Opere
La sua prima e più importante raccolta, Nascosto Rivo (Città di Castello, Lapi, 1914), trae ispirazione dal dolore provato per la morte precoce del padre e per aver dovuto abbandonare la città natale. A San Gimignano, alla sua campagna, alla sua storia e tradizioni, si ispirano in gran parte anche i versi dell'opera successiva, Vie di sole e trame d'ombra (Firenze, Battistelli, 1924). Dedicò un poemetto ai ciechi della Prima guerra mondiale (Gli Oscuri, Firenze, Alinari, 1918).
Sono stati pubblicati postumi alcuni suoi brevi racconti inediti, ispirati all'infanzia a San Gimignano, Infanzia ottocentesca fra le torri di San Gimignano, a cura di C. Del Vivo (Firenze, Aska, 2015).
Fu in stretto contatto con gli ambienti della rivista Il Marzocco, in particolare con Giuseppe Saverio Gargàno, che recensì le sue poesie insieme a quelle di Luisa Giaconi, e Angiolo Orvieto. Gargàno scrisse di lei, accostando i suoi versi all'andamento epodico presente nella contemporanea Luisa Giaconi:
(Giuseppe Saverio Gargàno)
In varie occasioni era solita leggere lei stessa pubblicamente i propri versi, o quelli di altri poeti, mostrandosi una fine dicitrice. Gina Gennai collaborò occasionalmente al periodico degli Orvieto e ad altre testate, ed ebbe contatti epistolari con letterati e artisti contemporanei, come Ada Negri, Rina Maria Pierazzi, Guido Battelli, Garibaldo Cepparelli (San Gimignano 1860 - Firenze 1931), Nerina Vighi, figlia del pittore Coriolano Vighi (Firenze 1846 - Bologna 1905).
La sua poesia risente particolarmente degli aspetti naturalistici e misterici di ispirazione pascoliana: si veda l'aura simbolica che circonda i versi de Il Viatore, dedicati a Luisa Giaconi, o il senso misterico evocato da Anime errabonde., che fa suoi gli echi di Digitale purpurea di Giovanni Pascoli; e, ancora, l'evocazione dei rintocchi delle campane, inviti a riflessioni sulla morte o alla preghiera. Tutti elementi che traggono radici dal mondo delle tradizioni locali e dal valore simbolico che la partecipazione emotiva può scorgere nella quotidianità. 
La biblioteca personale di Gina Gennai, composta da volumi di letteratura e poesia dell'Ottocento e primo Novecento, è oggi conservata, con le sue carte e numerose fotografie dell'inizio del sec. XX, presso la Biblioteca Civica Archiviato il 12 marzo 2017 in Internet Archive. del Comune di San Gimignano, dove è stata recentemente catalogata; le carte d'archivio sono descritte anche nella relativa voce nel Sistema informativo SIUSA.

## Altre opere
- Gina Gennai, Nascosto rivo, Città di Castello, Lapi, 1914.
- Gina Gennai, Vie di sole e trame d'ombra, Firenze, Battistelli, 1924.
- Gina Gennai, Gli Oscuri, Firenze, Alinari, 1918.
- Gina Gennai, Infanzia ottocentesca fra le torri di San Gimignano, Firenze, Aska, 2015.